# Ophelia Pastrana
Ophelia Pastrana  (Bogotá, 4 de octubre de 1982) es una física, economista, conferencista, youtuber, tecnóloga y comediante colombiana naturalizada  mexicana. Es la primera mujer transgénero naturalizada por México. Es una de las mujeres trans con más influencia en Twitter en el tema de tecnología. En 2018 fue reconocida como una de las 100 mujeres de la BBC.

## Biografía
Nació en Bogotá, Colombia y a su nacimiento se le asignó el nombre de Mauricio Francisco. Creció en el núcleo de una de las familias más conservadoras de Colombia. Su tío es el expresidente colombiano Andrés Pastrana, y su abuelo fue Hisnardo Ardila Díaz, alcalde de Bogotá entre 1984-1985. Durante su infancia disfrutaba de tocar el violín y pasar tiempo en la computadora, se describe como un niño callado y con poca vida social.
Estudió la licenciatura en física en la Universidad Atlántica de Florida. Durante la universidad practicó taekwondo competitivo. A término de la licenciatura se mudó a Sídney, Australia para estudiar una maestría en econometría en la Universidad de Sídney.
Contrajo matrimonio con una mujer, lo que trajo consigo una crisis de estrés que le llevaron a buscar ayuda especializada y descubrir su identidad sexual. Tres años después terminó su matrimonio, se alejó de su familia, y tras un intento de suicidio se mudó a México para comenzar su vida como una mujer transgénero y bajo el nombre de Ophelia.

Después de vivir 10 años en México, en 2018 recibió la nacionalidad mexicana, siendo la primera mujer transgénero en naturalizarse mexicana. En una entrevista tras recibir la carta comentó:
Cuando me entregaron mi acta, el canciller Luis Videgaray lo celebró. Lo puso en Twitter pero eso implicó que hicieran un cambio en un trámite de inmigración que data de más de 100 años en plena época de caravana migrante.
El trámite de cambio de nombre y de sexo fue muy controversial. En Colombia porque su apellido y familia generaban controversia, mientras que en México su activismo la convertía en blanco de ataques por parte de grupos conservadores.

## Trayectoria profesional

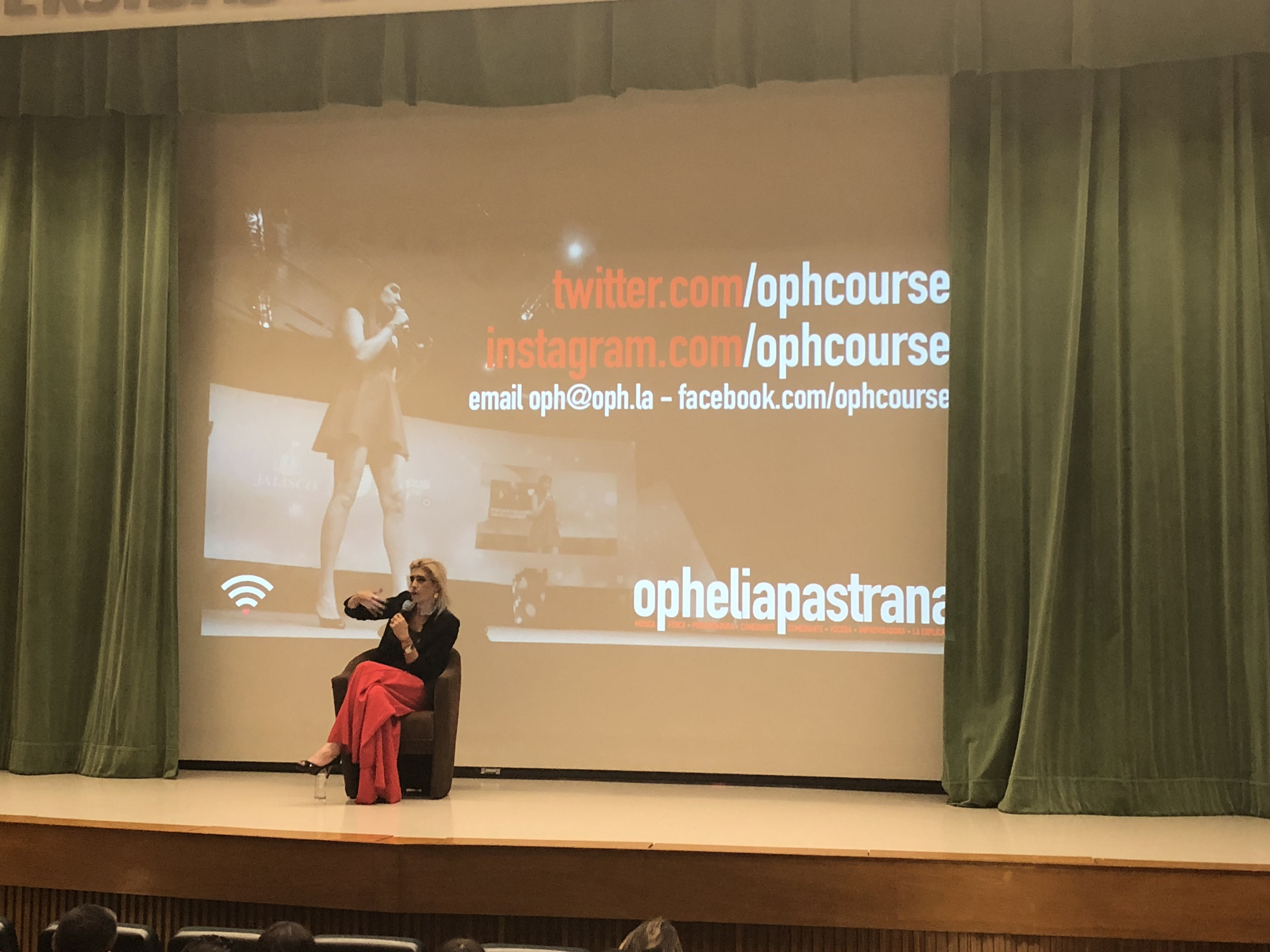
Ophelia Pastrana durante una conferencia en la Universidad de las Américas, Puebla.

Se presenta como estratega digital. Como empresaria, ha creado más de cinco empresas, entre ellas dos agencias que se dedicaron a estrategias de mercadotecnia y comunicación para diversas marcas en México como Telmex, Telcel, Distroller, McDonald's, Nike, Reebok, Speedo, Nine West, entre otras.
Fungió como locutora en Coca-Cola FM, y trabajó como empresaria para CNET Networks, LatinWE donde coordinó un segmento en Despierta América con Mónica Fonseca, titulado Las Mujeres También Hablamos de Tecnología.
Como experta en contenidos digitales colabora con medios como E!, El Deforma, Atomix, Animal Político, Televisa, entre otros. Ha participado como conferencista experta en temas de tecnología y contenidos digitales en diversos escenarios como TEDx Talks y Campus Party.
En 2017 lazó su show de stand up presentándose como La Explicatriz. Se trató de un espectáculo de improvisación en el que el público sugiere los temas que le darán forma al show.

### Activismo
Ha sido parte diversos esfuerzos de visibilización de la comunidad LGBTQ+. Durante sus charlas y activismo digital habla sobre la libertad de las personas para ser lo que deseen e ir más allá de aquello que se asigna a los individuos al nacer. Es una defensora de los derechos de las mujeres y personas de la diversidad, defiende que el valor de las personas va más allá de su identidad sexual.
Ha liderado la Marcha del Orgullo LGBT en varias ciudades de México y desde la virtualidad durante la pandemia por COVID-19.
En dos ocasiones participó en el Senado de la República Mexicana en la Mesa de Emprendedores de la Agenda Digital para transformar México.

## Premios y reconocimientos
Su carrera, trayectoria, y activismo digital ha sido reconocidos en múltiples ocasiones y por diversas instituciones.
- 2021: Nombramiento como Líder del Año por la revista Mujer Ejecutiva, en reconocimiento a su activismo social.[24]
- 2018: La BBC la reconoció como una de las 100 mujeres más inspiradoras e influyentes de 2018. Siendo una de las 12 mujeres latinoamericanas en la lista.[25]
- 2018: La revista Forbes la reconoció como una de las 100 Mujeres Más Poderosas en México.[26]
- 2015: Nominación al Premio Eliot por la revista Líderes Mexicanos, por su activismo digital y comunicación en redes sociales.[27]
- 2014: La revista Business Insider la incluyó entre las 100 mujeres más influyentes en temas de tecnología en Twitter, ocupando el lugar 69. De acuerdo con PeerIndex, quien analiza la velocidad y calidad con que los usuarios ven y comparten contenido, ocupa el lugar 76 entre los usuarios más influyentes de Twitter tanto en temas generales, como en tecnología.[28]